# Hanns-Joachim Rüstow
Hanns-Joachim Rüstow (* 15. Oktober 1900 in Berlin; † 5. Januar 1994) war ein deutscher Wirtschaftswissenschaftler.
Nach einem Studium der Wirtschaftswissenschaft promovierte Rüstow 1932 in Heidelberg zum Thema „Akkumulation und Krisen – ein Beitrag zur Konjunkturtheorie“ zum Dr. phil. Er war danach  bis 1932 wissenschaftlicher Hilfsarbeiter, dann Mitreferent für Grundsatzfragen neben Wilhelm Lautenbach im Reichswirtschaftsministerium und 1930/32 an der Vorbereitung des „Papen-Plans“ zur Wirtschaftsbelebung beteiligt. Von 1930 bis 1932 lehrte er als Dozent an der Deutschen Hochschule für Politik in Berlin. Am Zweiten Weltkrieg nahm er als Major der Reserve teil. Von 1956 bis 1969 arbeitete er als Berater des ifo-Instituts für Wirtschaftsforschung und hatte seit 1958 einen Lehrauftrag an der Friedrich-Alexander-Universität Erlangen-Nürnberg. Seit 1962 war er außerordentlicher Professor für Konjunkturforschung an der Universität Erlangen-Nürnberg.
Rüstow war Mitglied der FDP und zwischen 1972 und 1985 im Beirat der Friedrich-Naumann-Stiftung tätig.
Rüstow war der jüngere Bruder von Alexander Rüstow.

## Schriften
- Entstehung und Überwindung der Wirtschaftskrise am Ende der Weimarer Republik und die gegenwärtige Rezession. Überlegungen eines Beteiligten, in: Karl Holl (Hrsg.): Wirtschaftskrise und liberale Demokratie. Das Ende der Weimarer Republik und die gegenwärtige Situation, Göttingen 1978, S. 126–151.
- Neue Wege zur Vollbeschäftigung. Das Versagen der ökonomischen Theorie, Duncker & Humblot, Berlin 1984 (= Volkswirtschaftliche Schriften, Heft 344); unter dem Titel: New path to full employment. The failure of orthodox economic theory, London 1991.